# Aleksey Tishchenko
Pour les articles homonymes, voir Tichtchenko.
Aleksey Tishchenko (en russe : Алексей Викторович Тищенко, transcription française : Alekseï Viktorovitch Tichtchenko) est un boxeur russe né le 29 mai 1984 à Omsk.
Champion olympique et champion du monde amateur des poids plumes en 2004 et 2005, il remporte également le titre européen et olympique des poids légers en 2006 et 2008.

## Parcours auxJeux olympiques
Jeux olympiques d'été de 2004 à Athènes (poids plumes) :
- Bat Hadj Belkheir (Algérie) 37-17
- Bat Shahin Imranov (Azerbaïdjan) TKO au 3e round
- Bat Galib Jafarov (Kazakhstan) 40-22
- Bat Jo Seok-Hwan (Corée du Sud) 45-25
- Bat Kim Song-Guk (Corée du Nord) 39-17

 Jeux olympiques d'été de 2008 à Pékin (poids légers) :
- Bat Saifeddine Nejmaoui (Tunisie) 10-2
- Bat Anthony Little (Australie) 11-3
- Bat Darley Pérez (Colombie) 13-5
- Bat Hrachik Javakhyan (Arménie) 10-5
- Bat Daouda Sow (France) 11-9

## Parcours enchampionnats du monde
Championnats du monde de boxe amateur 2005 à Mianyang (poids plumes) :
- Bat Bekzod Khidrov (Ouzbékistan) 21-12
- Bat Argenis Zapata (République Dominicaine) 40-23
- Bat Berik Serikbayev (Kazakhstan) TKO
- Bat Viorel Simion (Roumanie) TKO 2
- Bat Alexey Shaydulin (Bulgarie) TKO 2

 Championnats du monde de boxe amateur 2007 à Chicago (poids légers) :
- Bat Kim Joung-Won (Corée du Sud) 27-20
- Bat Hüsnü Koçabas (Pays-Bas) TKO 3
- Bat Pichai Sayotha (Thaïlande) TKO 3
- Perd contre Frankie Gavin (Angleterre) 10-19

## Parcours enchampionnats d'Europe
Championnats d'Europe de boxe amateur 2006 à Plovdiv (poids légers) :
- Bat Odiseas Saridis (Grèce) TKO au 2e round
- Bat Samet Huseinov (Bulgarie) par abandon au 2e round
- Bat Oleksandr Klyuchko (Ukraine) 42:29
- Bat Hrachik Javakhyan (Arménie) 39:15